# Braden Currie
Pour les articles homonymes, voir Currie.
Braden Currie, né le 29 mai 1986 à Methven est un triathlète professionnel néo-zélandais, vainqueur sur triathlon Ironman 70.3 et Ironman.

## Palmarès triathlon
Le tableau présente les résultats les plus significatifs (podium) obtenus sur le circuit national et international de triathlon depuis 2014,.
| Année | Compétition                                                | Pays             | Position           | Temps           |
| ----- | ---------------------------------------------------------- | ---------------- | ------------------ | --------------- |
| 2023  | Ironman Cairns                                             | Australie        | Médaille d'or      | 7 h 50 min 10 s |
| 2023  | Tauranga Half                                              | Nouvelle-Zélande | Médaille d'or      | 3 h 37 min 47 s |
| 2023  | Ironman Nouvelle-Zélande                                   | Nouvelle-Zélande | Médaille d'argent  | 7 h 59 min 16 s |
| 2022  | Championnats du monde d'Ironman 2021 - Saint George (Utah) | États-Unis       | Médaille de bronze | 7 h 54 min 18 s |
| 2022  | Ironman Cairns                                             | Australie        | Médaille d'argent  | 7 h 55 min 9 s  |
| 2022  | Tauranga Half                                              | Nouvelle-Zélande | Médaille d'or      | 3 h 40 min 13 s |
| 2021  | Ironman Nouvelle-Zélande                                   | Nouvelle-Zélande | Médaille d'or      | 7 h 57 min 12 s |
| 2020  | Challenge Wanaka Half                                      | Nouvelle-Zélande | Médaille d'or      | 3 h 59 min 48 s |
| 2019  | Ironman 70.3 Sunshine Coast                                | Australie        | Médaille d'or      | 3 h 44 min 47 s |
| 2019  | Ironman Cairns                                             | Australie        | Médaille d'or      | 8 h 4 min 20 s  |
| 2019  | Challenge Wanaka Half                                      | Nouvelle-Zélande | Médaille d'or      | 4 h 0 min 0 s   |
| 2018  | Ironman Cairns                                             | Australie        | Médaille d'or      | 7 h 54 min 59 s |
| 2017  | Ironman 70.3 Santa Cruz                                    | États-Unis       | Médaille d'or      | 3 h 33 min 57 s |
| 2017  | Ironman Taupo                                              | Nouvelle-Zélande | Médaille d'or      | 8 h 20 min 58 s |
| 2017  | Tauranga Half                                              | Nouvelle-Zélande | Médaille d'or      | 3 h 45 min 38 s |
| 2016  | Ironman 70.3 Taupo                                         | Nouvelle-Zélande | Médaille d'or      | 3 h 52 min 45 s |
| 2016  | Championnat du monde triathlon cross                       | Nouvelle-Zélande | Médaille de bronze | 2 h 38 min 14 s |
| 2016  | Championnat de Nouvelle-Zélande                            | Nouvelle-Zélande | Médaille d'or      | Timing          |
| 2016  | Championnat de Nouvelle-Zélande longue distance            | Nouvelle-Zélande | Médaille d'or      | 3 h 52 min 26 s |
| 2016  | Tauranga Half                                              | Nouvelle-Zélande | Médaille d'or      | 3 h 52 min 26 s |
| 2015  | Ironman 70.3 Taupo                                         | Nouvelle-Zélande | Médaille d'or      | 3 h 51 min 48 s |
| 2015  | Championnat du monde Xterra - Maui                         | États-Unis       | Médaille d'argent  | 2 h 39 min 30 s |
| 2015  | Championnat de Nouvelle-Zélande longue distance            | Nouvelle-Zélande | Médaille d'or      | 3 h 49 min 11 s |
| 2014  | Championnat du monde triathlon cross                       | Allemagne        | Médaille de bronze | 2 h 37 min 10 s |

## Autre Palmarès
- Coast to Coast (compétition multisports non standard, populaire en Nouvelle-Zélande - course à pied, cyclisme, kayak), vainqueur de 2013 à 2015